# Océane Michelon
Océane Michelon (* 4. März 2002 in Chambéry, Savoie) ist eine französische Biathletin. Sie gewann in der Saison 2023/24 die Gesamtwertung des IBU-Cups und wurde 2025 Weltmeisterin mit der Staffel.

## Sportliche Laufbahn

### Erste Erfolge und IBU-Cup-Gesamtsieg
Erste internationale Erfahrungen sammelte Océane Michelon bei den Jugendweltmeisterschaften 2020 in der Lenzerheide, bei denen sie hinter Linda Zingerle und Ljubow Kalinina Bronze im Sprint gewann. Nach einer weiteren JWM-Teilnahme im Jahr darauf gab sie im Januar 2022 in Osrblie ihr Debüt im IBU-Cup und erzielte im Einzel ihr erstes Top-10-Ergebnis. Auch an den Europameisterschaften am Arber nahm sie teil und verpasste mit der Mixedstaffel eine Medaille nur um gut zehn Sekunden. In Sprint und Verfolger erzielte sie jeweils den zwölften Rang. Zwei weitere Medaillen gewann Michelon bei den Juniorenweltmeisterschaften: zunächst im Einzel hinter Lisa Spark, kurz darauf auch hinter Italien und Deutschland mit der Damenstaffel. Im Folgewinter startete sie teils im IBU-, teils im Junior-Cup, wo sie im Dezember 2022 ein Einzel gewann. Die Europameisterschaften endeten ohne nennenswerte Resultate, im IBU-Cup war ein 18. Rang das beste Ergebnis.
Zu Beginn der Saison 2023/24 erzielte Michelon in Kontiolahti ihre ersten Podestplätze im IBU-Cup. In Sjusjøen konnte sie dann mit dem Sprint auch ihr erstes Rennen für sich entscheiden und rangierte nach dem ersten Trimester auf Platz drei der IBU-Cup-Gesamtwertung. Daraufhin gab sie bei den Wettkämpfen in Oberhof ihr Debüt im Weltcup und erreichte mit den Plätzen 28 und 37 sofort die Punkteränge. Dennoch wurde die Französin nach den Rennen in Ruhpolding wieder aus der Mannschaft genommen und nahm an den Europameisterschaften teil, bei denen sie die Bronzemedaille in der Verfolgung sowie Silber mit der Mixedstaffel gewann. Vor den letzten beiden Wettkampfwochenenden in Obertilliach belegte Michelon hinter Jenny Enodd den zweiten Platz der Rangliste, konnte aber eher schwächere Leistungen der Norwegerin ausnutzen. Sie erreichte vier Podestplätze und war in der Lage, die Gesamtwertung der Serie für sich zu entscheiden, wobei ihr Vorsprung am Ende fast 100 Punkte betrug.

### Weltmeistertitel und Durchbruch im Weltcup
In Vorbereitung auf die Folgesaison wurde Michelon in die Nationalmannschaft aufgenommen. Sie startete im gesamten Winter im Weltcup und zeigte dabei schnell mit starken Leistungen auf. Beim ersten Wochenende in Kontiolahti erreichte die Französin die Ränge sieben und zehn in Einzel und Sprint. Nach dem Jahreswechsel steigerte sie sich weiter und erreichte im Januar in jedem Individualwettkampf die Top 10, darunter unter anderem Platz vier im Verfolgungsrennen von Oberhof. Außerdem erzielte sie ihre ersten beiden Podestplätze mit der französischen Frauenstaffel. Auch bei ihren ersten Weltmeisterschaften wurde Michelon für die Staffel nominiert, hielt sich an der Spitze des Teilnehmerfeldes und gewann schließlich gemeinsam mit Lou Jeanmonnot, Justine Braisaz-Bouchet und Julia Simon mit großem Vorsprung die Goldmedaille. Auch im Massenstart konnte sie eine Medaille gewinnen, hinter Elvira Öberg ergatterte sie Silber. Ihren ersten Einzelpodestplatz im Weltcup erreichte die Französin beim Verfolgungsrennen in Nové Město na Moravě, am gleichen Ort feierte sie zudem im Staffelbewerb ihren ersten Weltcupsieg. Die Saison krönte Michelon beim letzten Weltcupwochenende in Oslo. Die Tatsache, dass Michelons Teamkollegin Jeanne Richard Platzierungen außerhalb der Top 10 belegte und Michelon im abschließenden Massenstart Vierte wurde, führte zum Gewinn des blauen Trikots und damit der Wertung der besten Biathletin unter 23 Jahren. In der Gesamtwertung belegte sie mit fünf Punkten Vorsprung auf Richard den fünften Rang.

## Persönliches
Océane Michelon stammt aus der Gemeinde Lescheraines nahe ihres Geburtsorts Chambéry.

## Statistiken

### Weltcupsiege
| Nr. | Datum        | Ort        | Disziplin            |
| --- | ------------ | ---------- | -------------------- |
| 1.  | 9. März 2025 | Nové Město | Staffel (4 × 6 km) 1 |

### Weltcupplatzierungen
Die Tabelle zeigt alle Platzierungen (je nach Austragungsjahr einschließlich Olympische Spiele und Weltmeisterschaften).
- 1.–3. Platz: Anzahl der Podiumsplatzierungen
- Top 10: Anzahl der Platzierungen unter den ersten zehn (einschließlich Podium)
- Punkteränge: Anzahl der Platzierungen innerhalb der Punkteränge (einschließlich Podium und Top 10)
- Starts: Anzahl gelaufener Rennen in der jeweiligen Disziplin
- Staffel: inklusive Mixed- und Single-Mixed-Staffeln

| Platzierung               | Einzel | Sprint | Verfolgung | Massenstart | Staffel | Gesamt |
| ------------------------- | ------ | ------ | ---------- | ----------- | ------- | ------ |
| 1. Platz                  |        |        |            |             | 1       | 1      |
| 2. Platz                  |        |        |            |             | 1       | 1      |
| 3. Platz                  |        |        | 1          |             | 2       | 3      |
| Top 10                    | 3      | 3      | 3          | 3           | 4       | 16     |
| Punkteränge               | 3      | 9      | 8          | 5           | 4       | 29     |
| Starts                    | 3      | 9      | 8          | 5           | 4       | 29     |
| Stand: Saisonende 2024/25 |        |        |            |             |         |        |

### Weltcupwertungen
Ergebnisse bei Weltcups (Disziplinen- und Gesamtweltcup) gemäß Punktesystem.
| Saison  | Einzel | Einzel | Sprint | Sprint | Verfolgung | Verfolgung | Massenstart | Massenstart | Gesamt | Gesamt |
| Saison  | Platz  | Punkte | Platz  | Punkte | Platz      | Punkte     | Platz       | Punkte      | Platz  | Punkte |
| ------- | ------ | ------ | ------ | ------ | ---------- | ---------- | ----------- | ----------- | ------ | ------ |
| 2023/24 | –      | –      | 65.    | 16     | 74.        | 5          | –           | –           | 74.    | 21     |
| 2024/25 | 3.     | 146    | 10.    | 195    | 5.         | 238        | 5.          | 181         | 5.     | 760    |

### Biathlon-Weltmeisterschaften
Ergebnisse bei den Weltmeisterschaften:
| Weltmeisterschaften | Weltmeisterschaften | Einzelwettbewerbe | Einzelwettbewerbe | Einzelwettbewerbe | Einzelwettbewerbe | Staffelwettbewerbe | Staffelwettbewerbe | Staffelwettbewerbe |
| Jahr                | Ort                 | Einzel            | Sprint            | Verfolgung        | Massenstart       | Frauenstaffel      | Mixedstaffel       | S.-M.-Staffel      |
| ------------------- | ------------------- | ----------------- | ----------------- | ----------------- | ----------------- | ------------------ | ------------------ | ------------------ |
| 2025                | Lenzerheide         | 18.               | 12.               | 13.               | 2.                | 1.                 | –                  | –                  |

### Jugend-/Juniorenweltmeisterschaften
Michelon nahm bis 2021 an den Jugend- und 2022 an den Juniorenwettkämpfen teil.
| Weltmeisterschaften | Weltmeisterschaften | Einzelwettbewerbe | Einzelwettbewerbe | Einzelwettbewerbe | Frauenstaffel |
| Jahr                | Ort                 | Einzel            | Sprint            | Verfolgung        | Frauenstaffel |
| ------------------- | ------------------- | ----------------- | ----------------- | ----------------- | ------------- |
| 2020                | Lenzerheide         | 15.               | 3.                | 11.               | 5.            |
| 2021                | Obertilliach        | 26.               | 23.               | 10.               | –             |
| 2022                | Soldier Hollow      | 2.                | 28.               | 11.               | 3.            |

### IBU-Cup-Siege
| Nr. | Datum         | Ort      | Disziplin |
| --- | ------------- | -------- | --------- |
| 1.  | 13. Dez. 2023 | Sjusjøen | Sprint    |